# Acidovorax monticola
Acidovorax monticola es una especie de bacteria gramnegativa del género Acidovorax. Fue descrita en el año 2019. Su etimología hace referencia a montaña. Es aerobia y móvil por flagelación perítrica. Tiene un tamaño de 0,3-0,7 μm de ancho por 1,2-1,8 μm de largo. Forma colonias gris-blanco, circulares, lisas y convexas en agar R2A tras 5 días de incubación. No crece en agar MacConkey. Temperatura de crecimiento entre 15-45 °C, óptima de 20-35 °C. Catalasa y oxidasa positivas. Se ha aislado del suelo de la montaña Namsan, en Corea del Sur. 